# Fjarðabyggð
Fjarðabyggð is een gemeente die ligt in het oosten van IJsland in de regio Austurland. De gemeente ontstond op 7 juni 1998 door het samengaan van:
- De stad Neskaupstaður inclusief de in 1994 ingelijfde gemeente Norðfjarðarhreppur
- De stad Eskifjörður (IJslands: Eskifjarðarkaupstaður) inclusief de in 1988 ingelijfde gemeente Helgustaðahreppur
- De gemeente Reyðarfjarðarhreppur

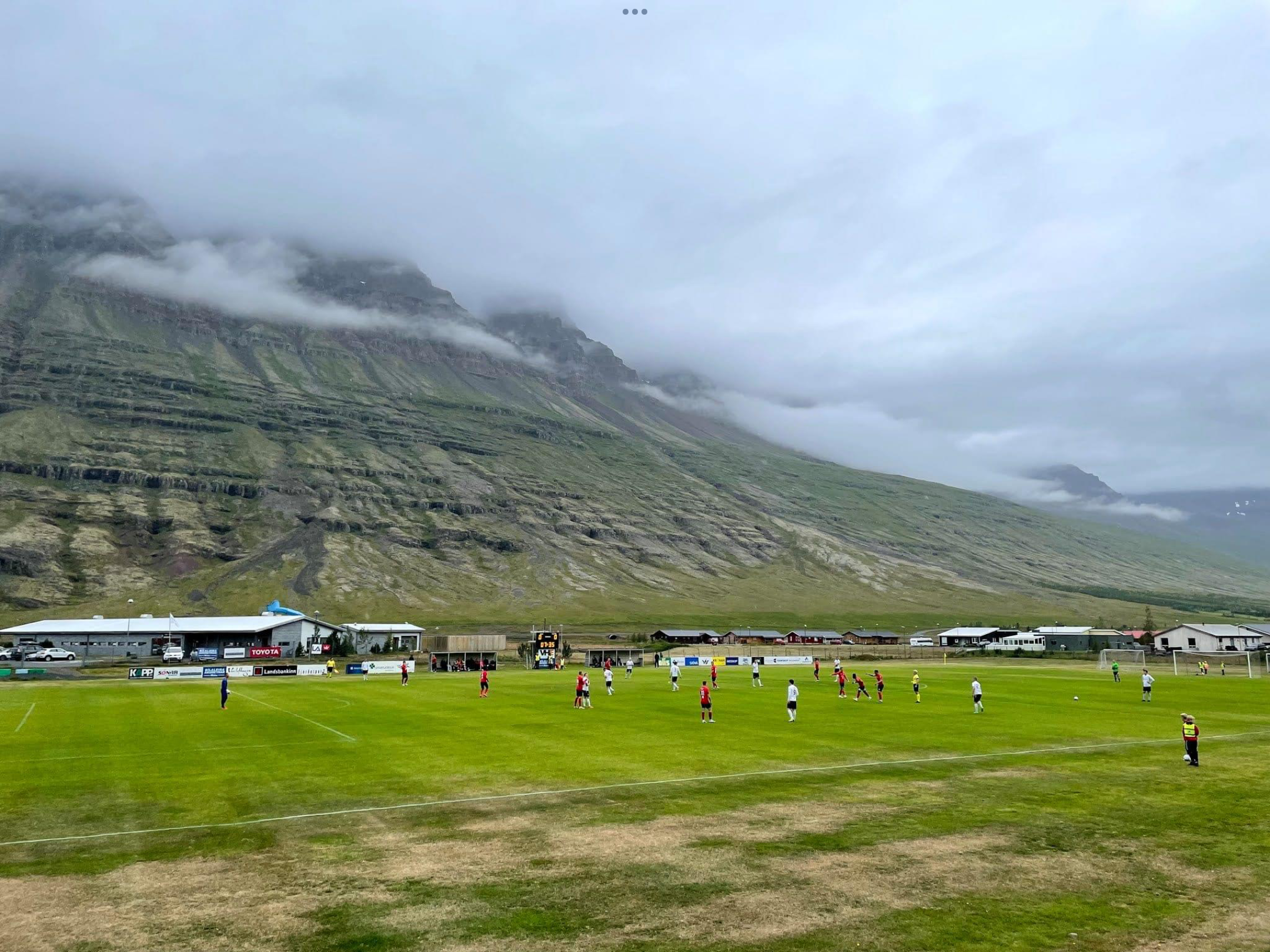
Het Eskjuvöllur is de voetbalaccommodatie van KFA en van het vroegere KF Fjarðabyggð in Eskifjörður

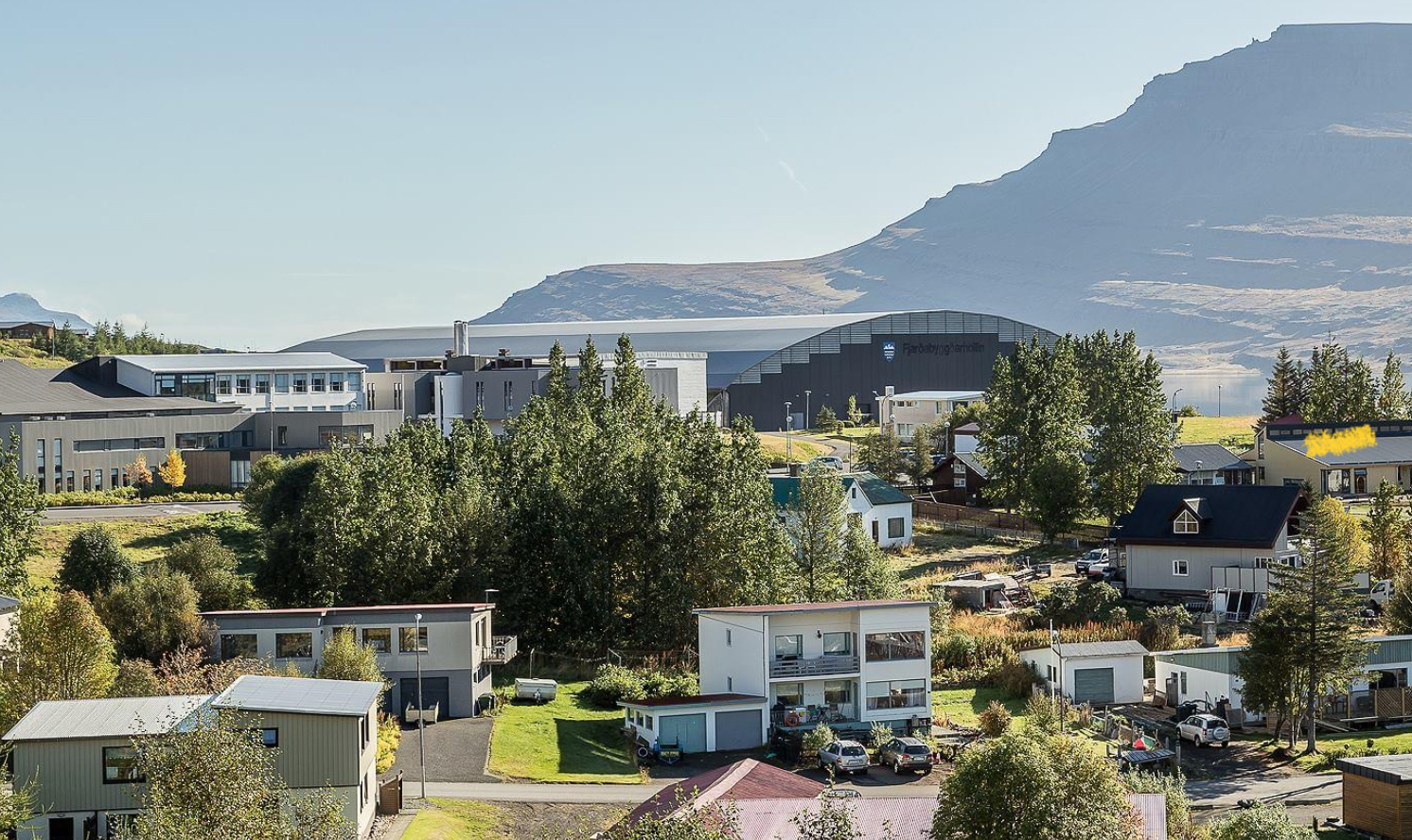
De Fjarðabyggðarhöllin is de voetbalaccommodatie van KFA en van het vroegere Leiknir F. in Reyðarfjörður

Op 9 juni 2006 werden er nog drie gemeentes opgenomen in de gemeente Fjarðabyggð
- De gemeente Austurbyggð die op 1 oktober 2003 was ontstaan door het samengaan van de gemeentes Búdahreppur en Stöðvarhreppur
- De gemeente Fáskrúðsfjarðarhreppur
- De gemeente Mjóafjarðarhreppur

De grootste plaatsen in de gemeente Fjarðabyggð zijn Reyðarfjörður met 1152 inwoners, Neskaupstaður met 1466 inwoners, Eskifjörður met 1014 inwoners, Fáskrúðsfjörður met ruim 650 inwoners en  Stöðvarfjörður met nog geen 190 inwoners.

## Bekende (ex-)inwoners
Stefán Gíslason

Seyðisfjarðarkaupstaður · Fjarðabyggð · Vopnafjarðarhreppur · Fljótsdalshreppur · Borgarfjarðarhreppur · Breiðdalshreppur · Djúpavogshreppur · Fljótsdalshérað · Hornafjörður